# Megachoriolaus chemsaki
Megachoriolaus chemsaki là một loài bọ cánh cứng trong họ Cerambycidae.